# Кунда
Кунда је град у округу Љаене-Виру у северној Естонији. Налази се на обали Финског залива.
У Кунди се налази фабрика пулпе, фабрика цемента и лука. Најважнији за луку је претовар дрва, целулозе и других производа од дрвета, цемента и сродних производа.
Кунда има 3.996 становника (2005) и заузима 9,85 km² површине.
Докази о постојању неких од најстаријих праисторијских заједница у Естонији, заједнице ловаца које су постојале око 6.500 година пре Христа, пронађени су у близини града. Ово насеље је дало име култури Кунда. Први пута се ово место спомиње 1241, а град је основан 1. маја 1938. године.

## Градови пријатељи
Град Кунда је побратимљен или има неки вид сарадње са:
- Салдус, Летонија
- Сејњајоки, Финска
- Седерхамн, Шведска
- Гдиња, Пољска